# (20524) Bustersikes
(20524) Bustersikes est un astéroïde de la ceinture principale.

## Description
(20524) Bustersikes est un astéroïde de la ceinture principale. Il fut découvert le 13 septembre 1999 à Fountain Hills (Arizona) par Charles W. Juels. Il présente une orbite caractérisée par un demi-grand axe de 2,78 UA, une excentricité de 0,16 et une inclinaison de 8,4° par rapport à l'écliptique.

## Compléments